# John Ryan (judoka)
John Ryan (ur. 9 września 1934 w Ballymote, zm. 17 maja 1989 w Ilford) – brytyjski, a także irlandzki judoka. Olimpijczyk z Tokio 1964, gdzie zajął piąte miejsce w kategorii open.
Brązowy medalista mistrzostwach Europy w 1961 i 1962 roku.

## Letnie Igrzyska Olimpijskie 1964
| Konkurencja | Eliminacje                   | Eliminacje           | Repasaże              | Repasaże           | Klas. końcowa |
| Konkurencja | Przeciwnik I                 | Przeciwnik II        | Przeciwnik I          | Przeciwnik II      | Miejsce       |
| ----------- | ---------------------------- | -------------------- | --------------------- | ------------------ | ------------- |
| open        | Theodore Boronovskis (AUS) P | Ali Hachicha (TUN) Z | Akio Kaminaga (JPN) P | Thomas Ong (PHI) Z | 5.            |